# Bačevci (Valjevo)
Bačevci (Servisch cyrillisch Бачевци) is een plaats in de Servische gemeente Valjevo. De plaats telt 505 inwoners (2002).

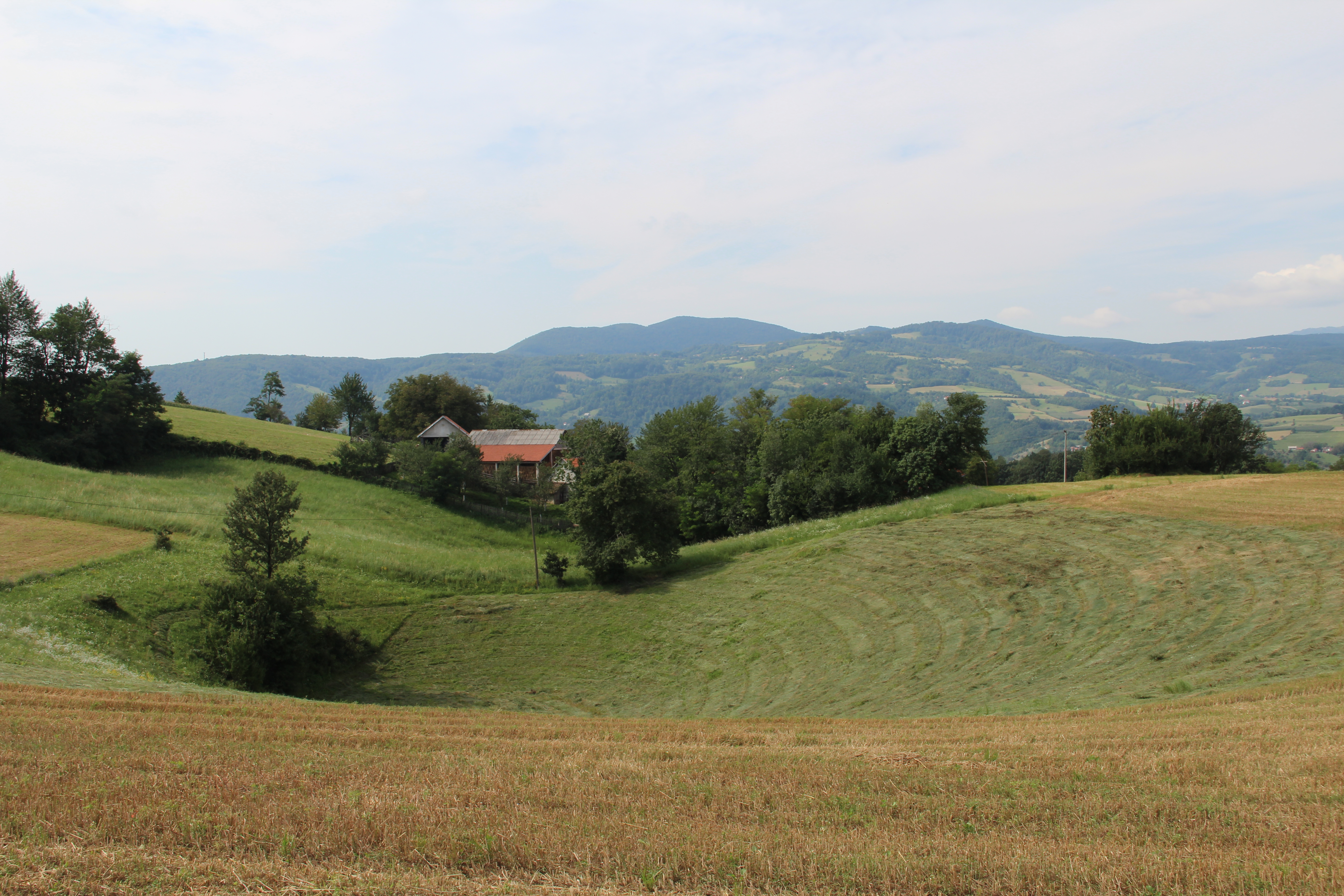
Bačevci - panorama
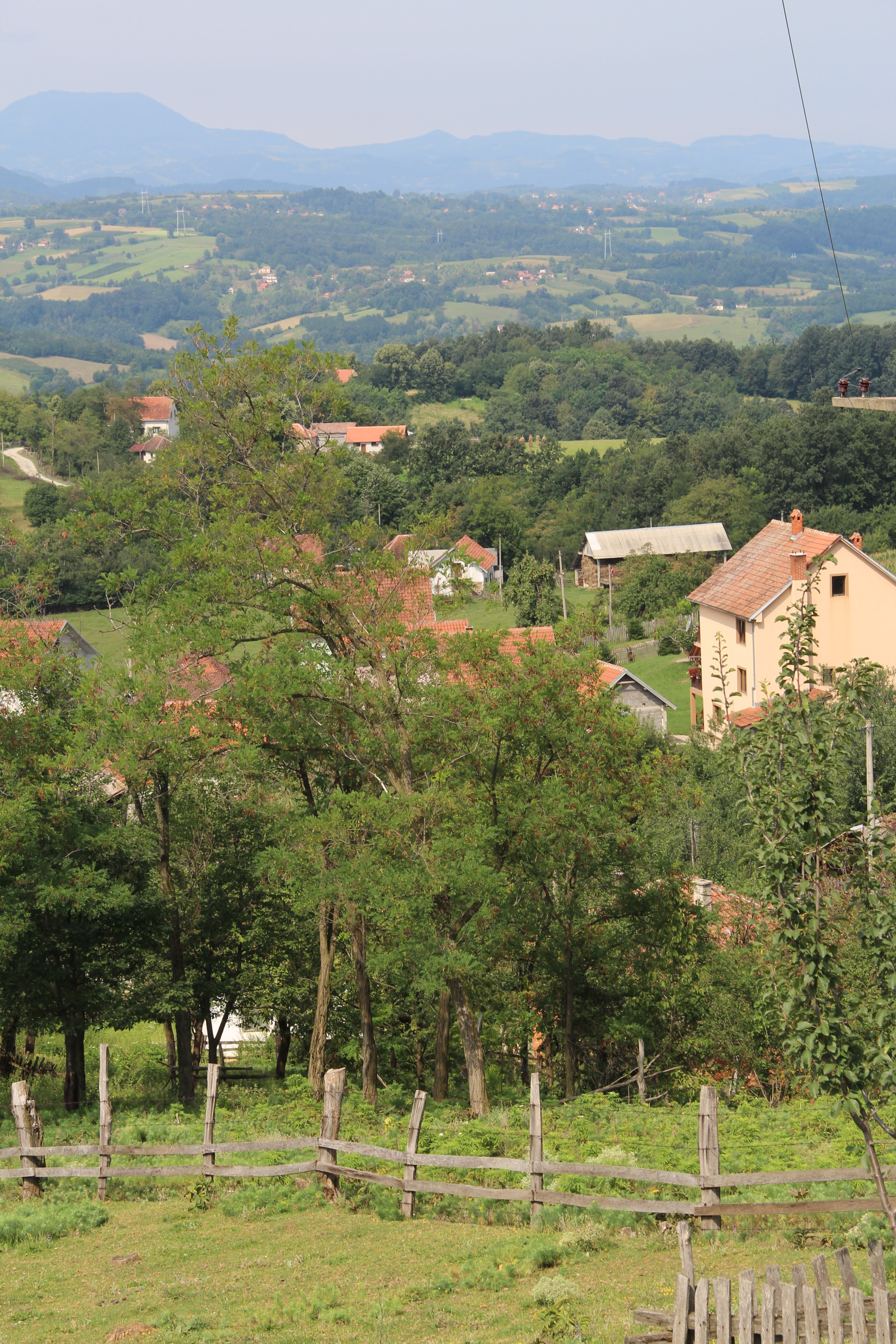
Bačevci - panorama
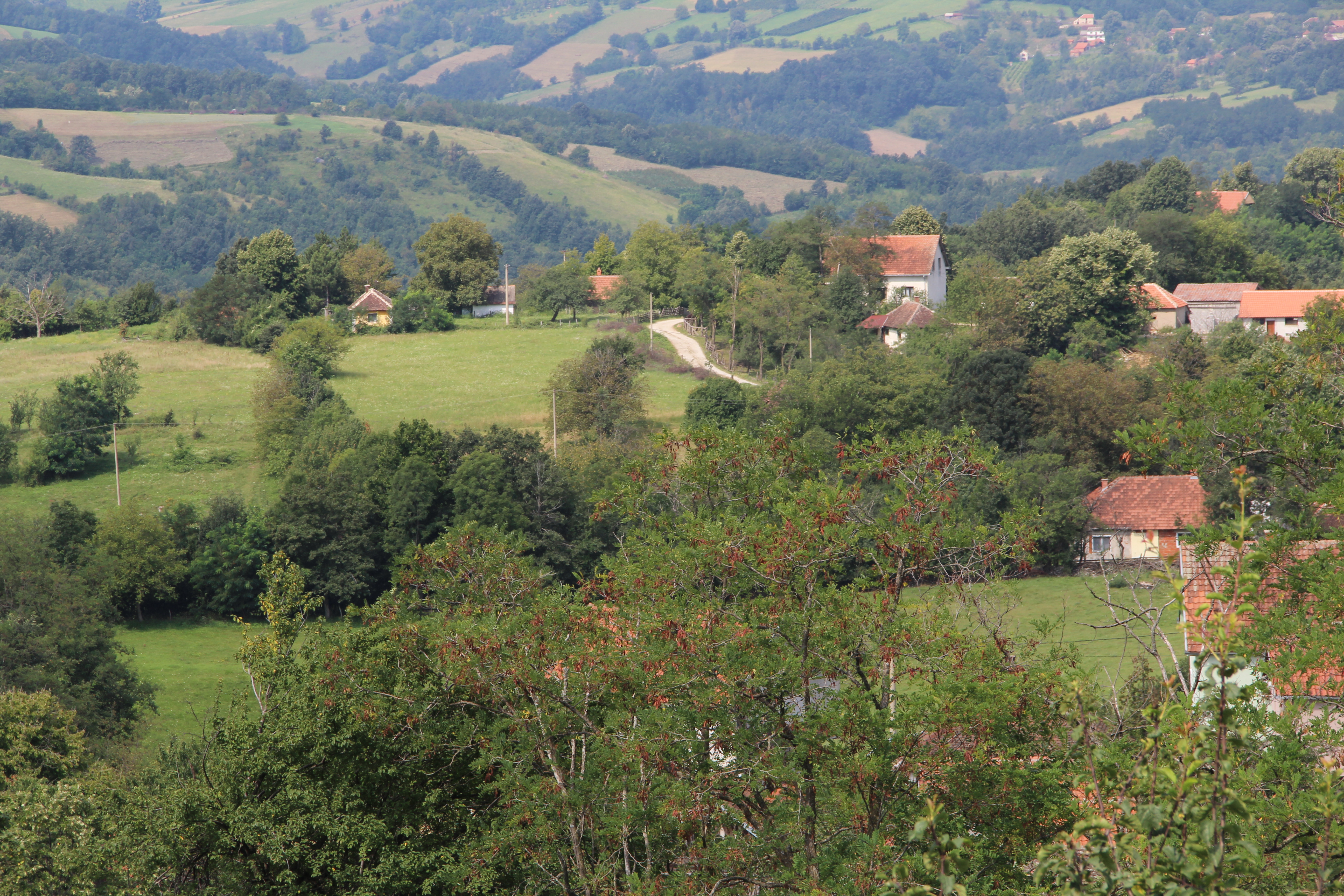
Bačevci - panorama
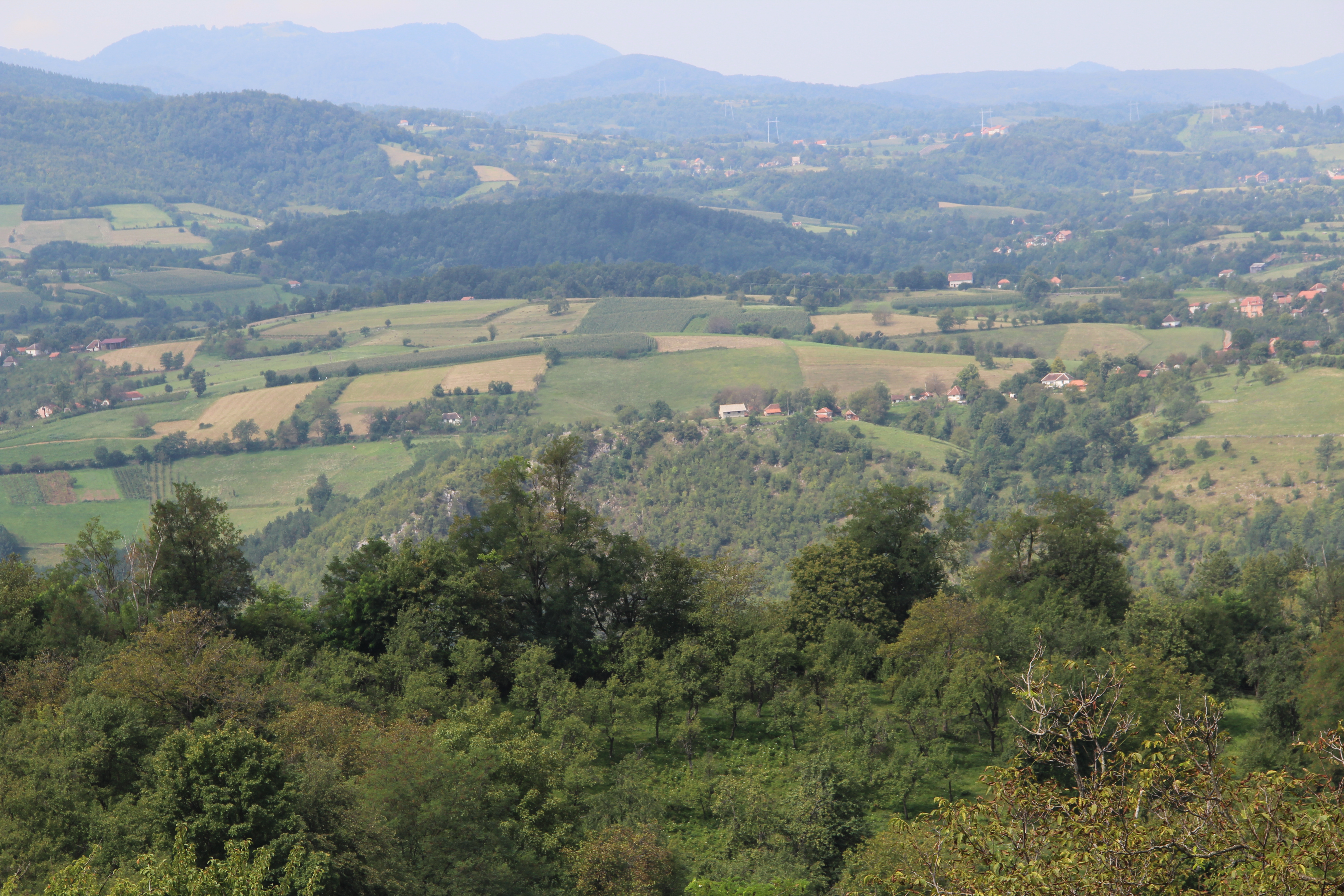
Bačevci - panorama
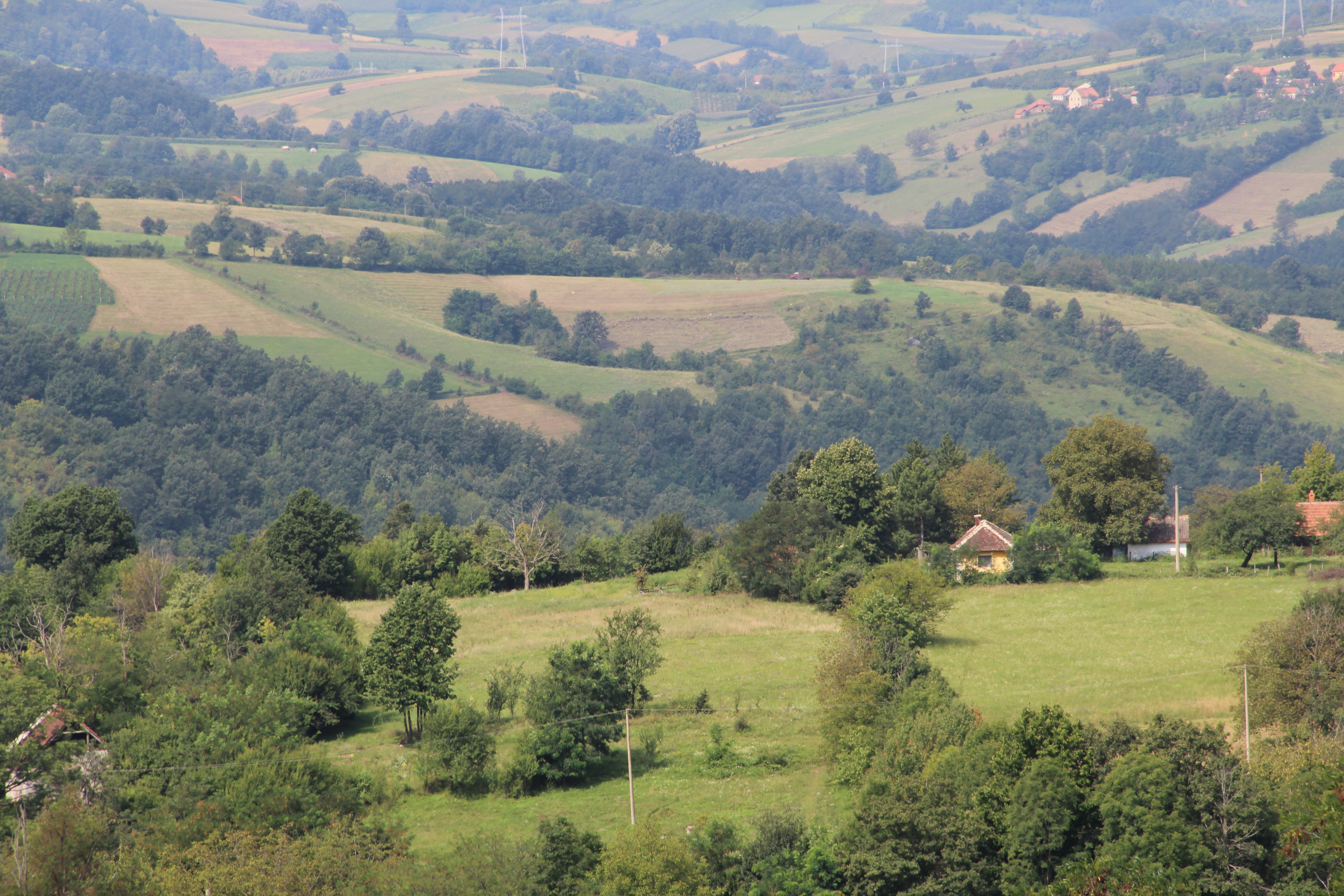
Bačevci - panorama
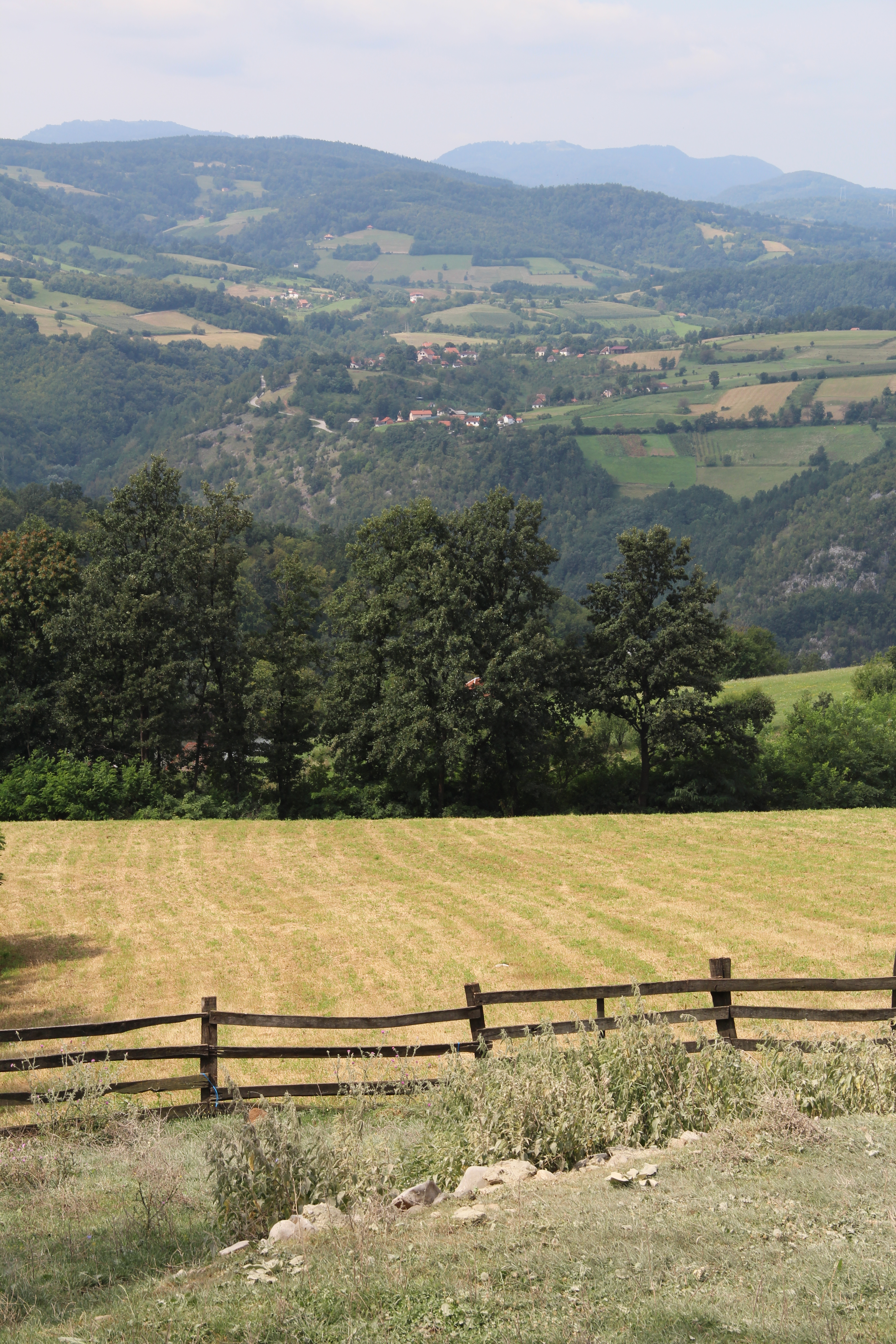
Bačevci - panorama
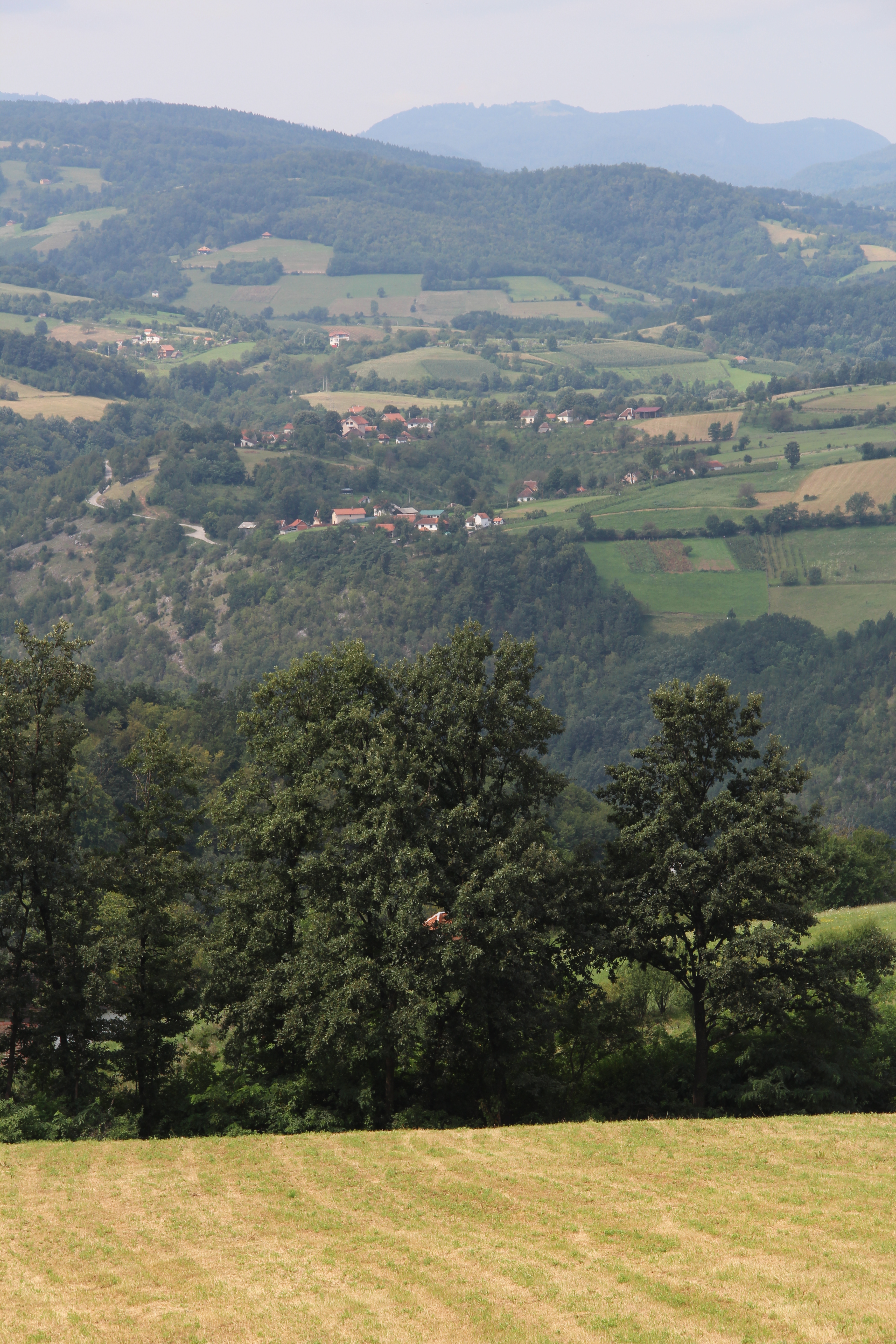
Bačevci - panorama
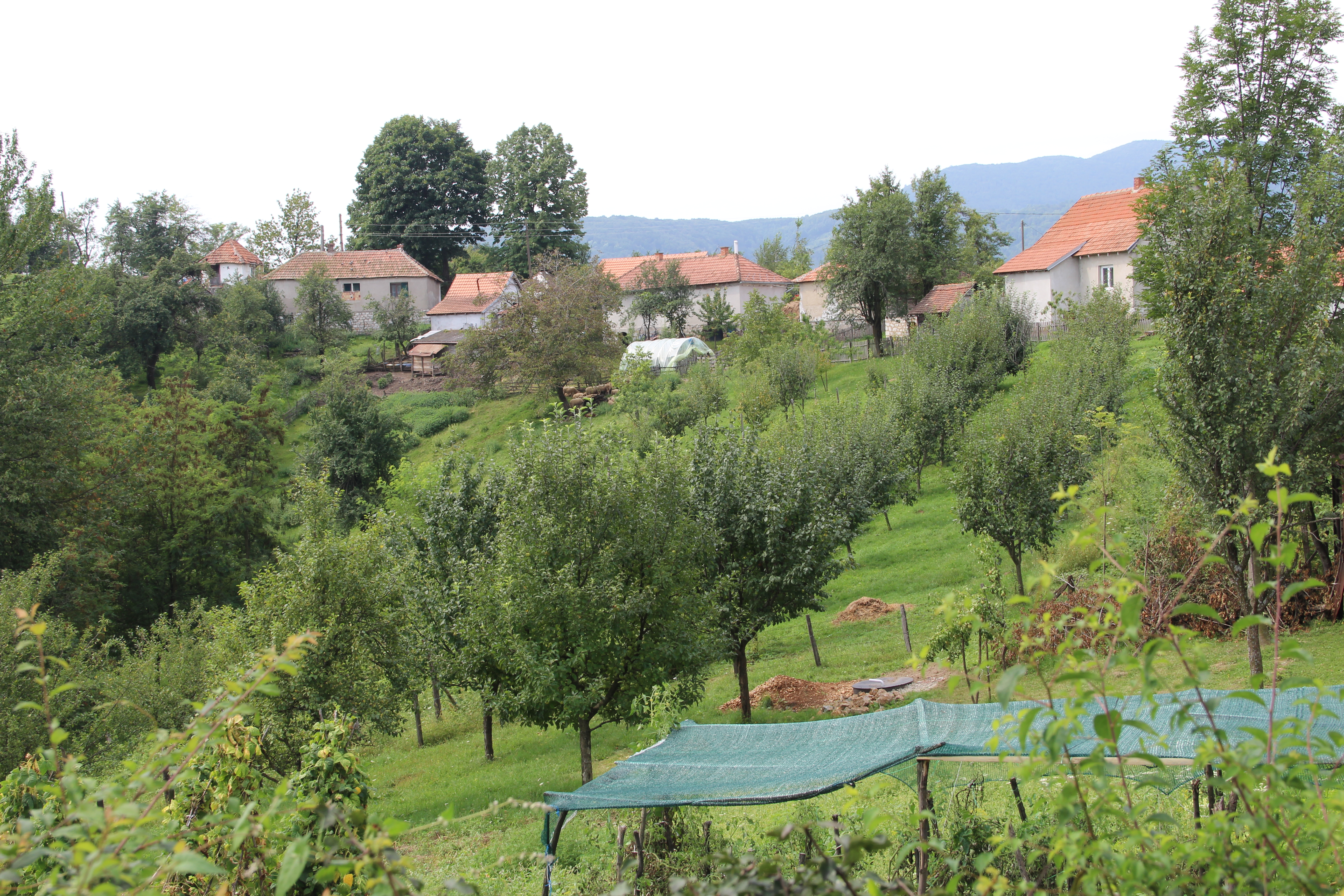
Bačevci - panorama
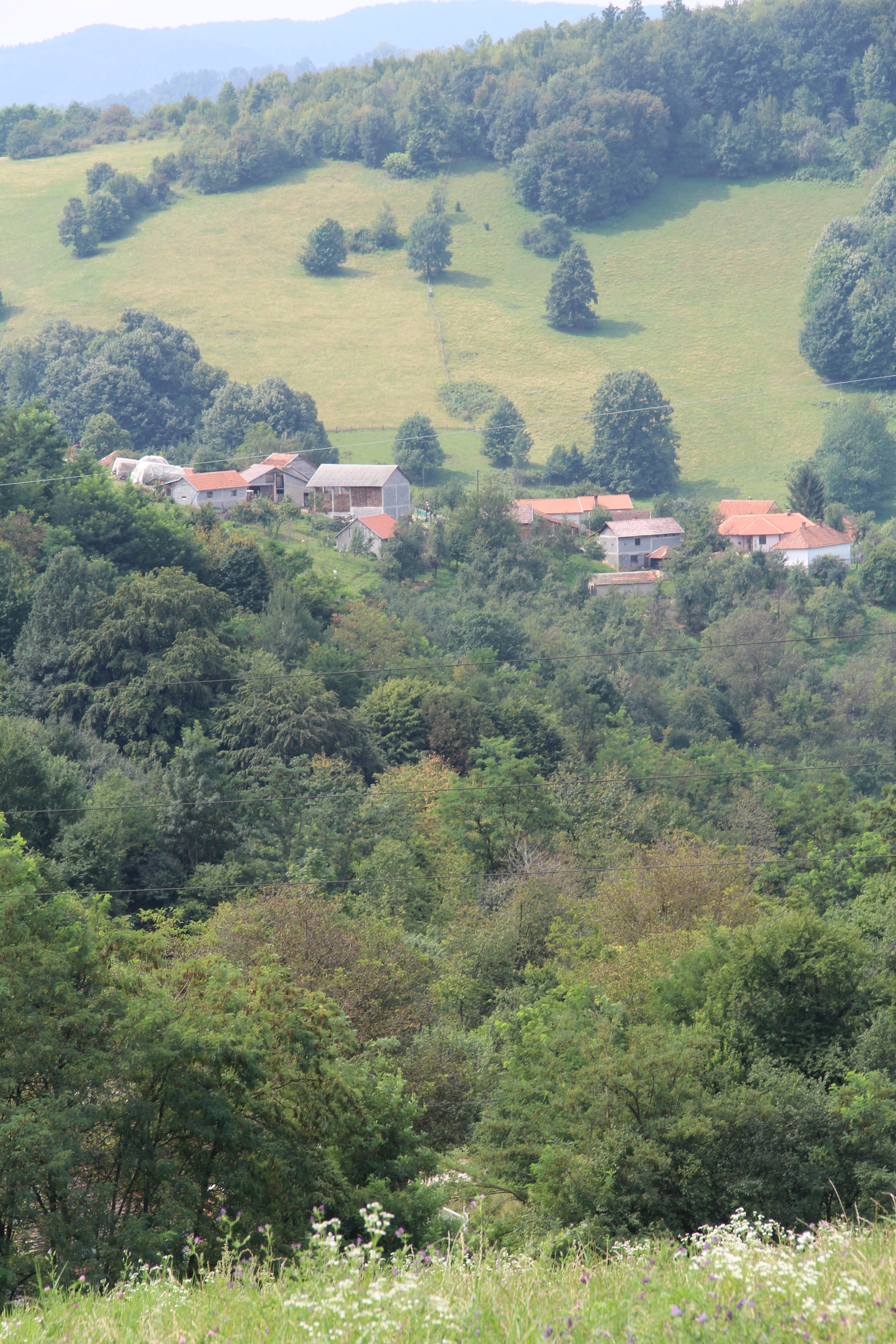
Bačevci - panorama
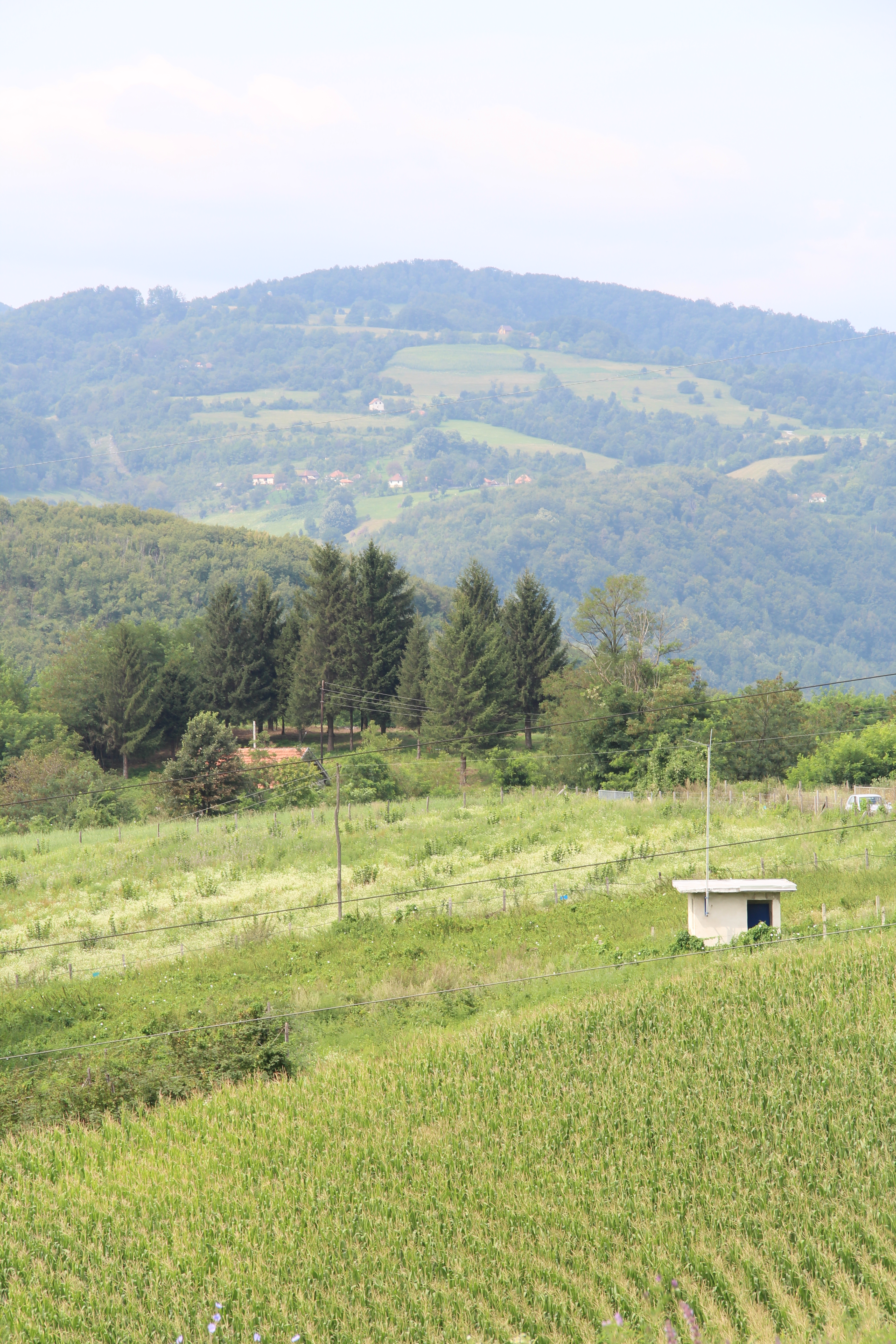
Bačevci - panorama
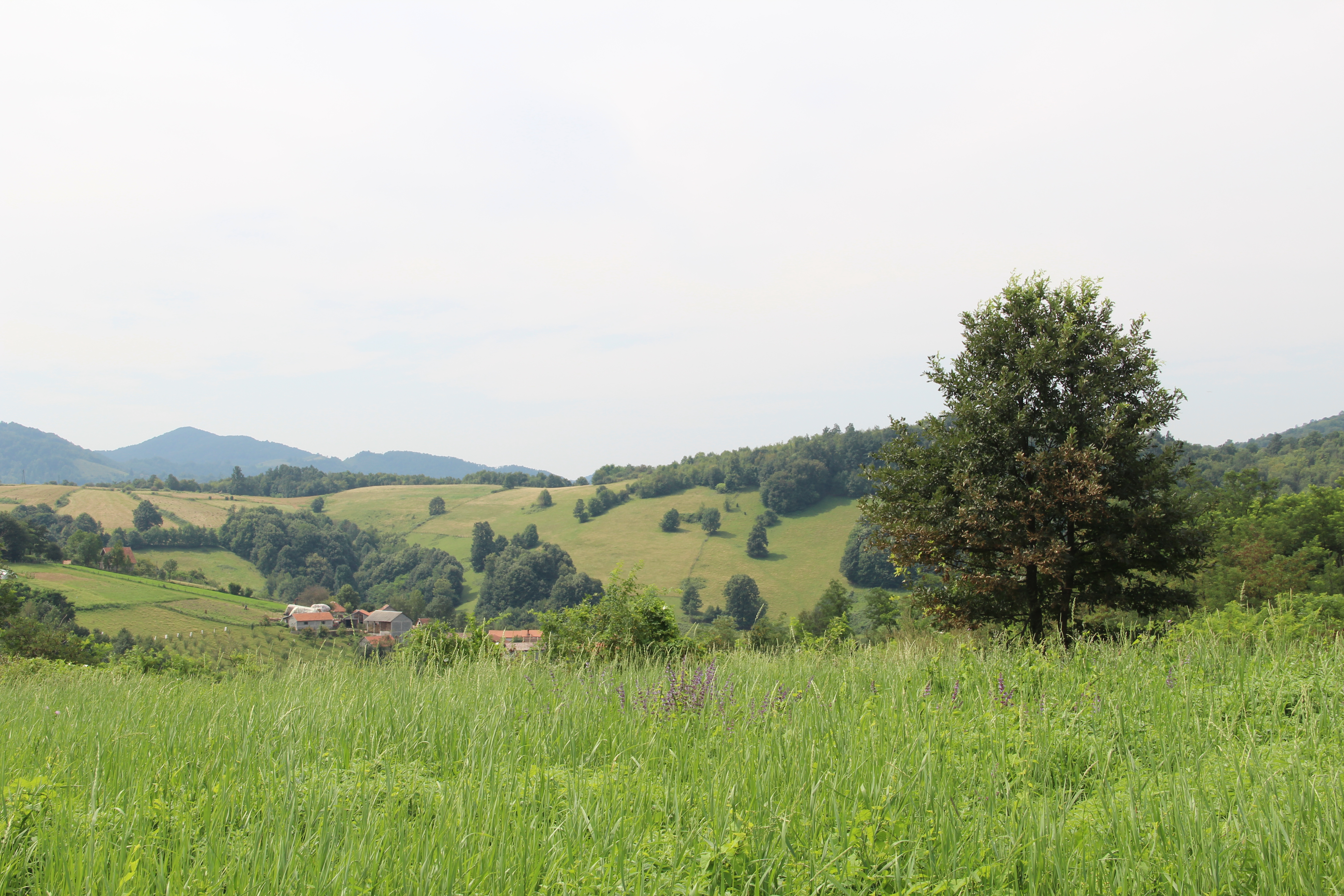
Bačevci - panorama
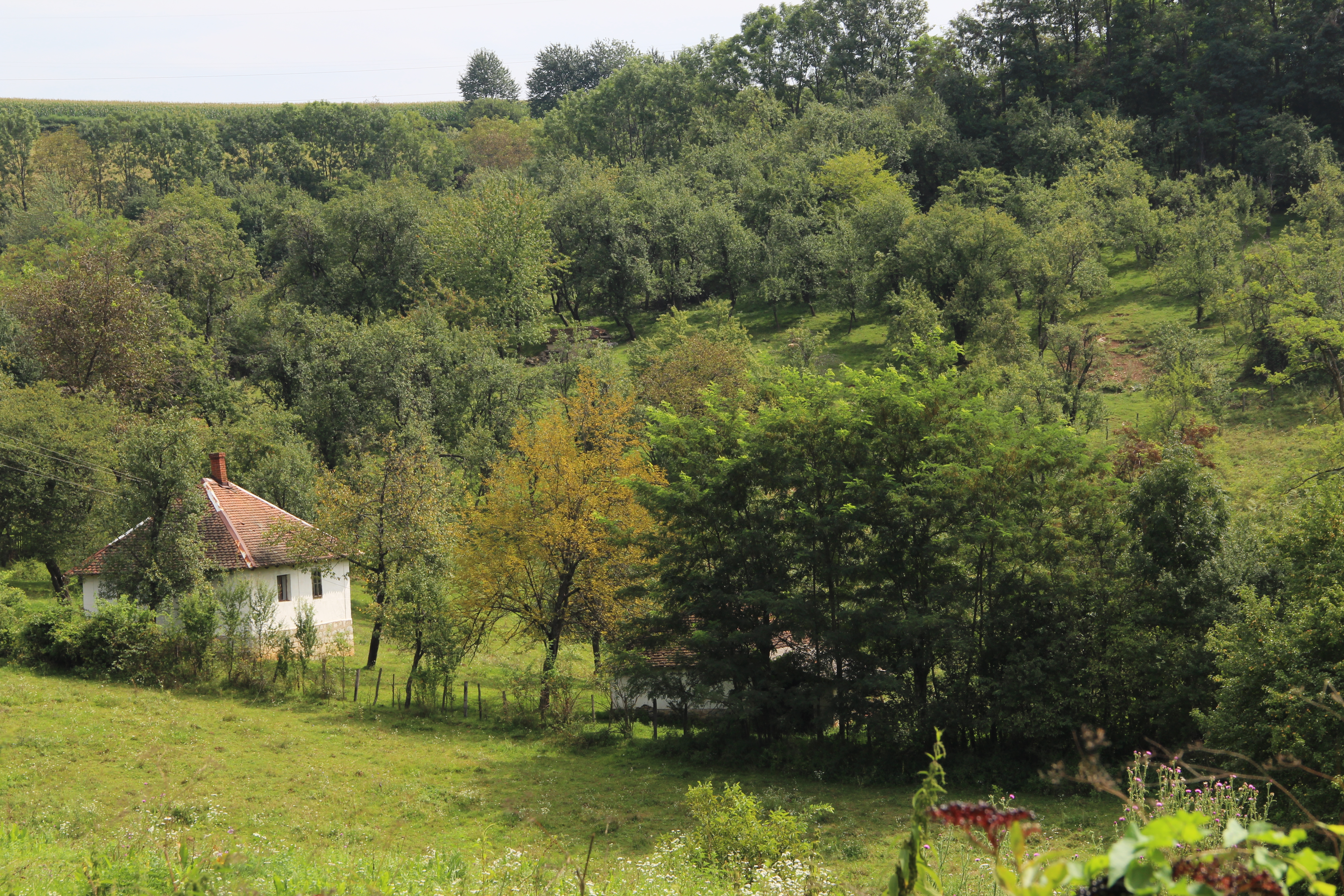
Bačevci - panorama